# Searx
SearX (/sɜːrks/; estilizado como searx) es un metabuscador libre, disponible bajo la licencia GNU Affero General Public License. Lanzado por Adam Tauber el 22 de enero de 2014 desde su sede Budapest, Hungría. El metabuscador tiene como objetivo proteger la privacidad de los usuarios. Con este fin, Searx no comparte las direcciones IP de los usuarios ni el historial de búsqueda con los motores de búsqueda a los que accede para recopilar los resultados. Searx bloquea las cookies de seguimiento servidas por los motores de búsqueda tradicionales, lo que evita la modificación de los resultados basados en el perfil del usuario. De forma predeterminada, las consultas de búsqueda se envían a través del método de petición POST para evitar que las palabras clave de consulta de los usuarios aparezcan en los registros del servidor web.
Cada resultado de búsqueda se proporciona como un enlace directo al sitio respectivo, en lugar de un enlace de redireccionamiento rastreado como utiliza Google. Además, cuando están disponibles, estos enlaces directos van acompañados de enlaces "almacenados en caché" y/o disponibles a través de un "proxy" lo cual permite ver las páginas de resultados sin tener que visitar los sitios en cuestión directamente. Los enlaces "en caché" apuntan a versiones archivadas de una página en archive.org, mientras que los enlaces "proxy" permiten ver la página actual a través de un proxy web basado en búsquedas. Además de la búsqueda general, el motor también presenta pestañas para buscar dentro de dominios específicos: archivos, imágenes, TI, mapas, música, noticias, ciencia, redes sociales y videos.
Hay muchas instancias públicas de Searx ejecutadas por los mismos usuarios, algunas de las cuales están disponibles como servicios ocultos de Tor. Los sitios "Meta-searx" consultan una instancia aleatoria diferente con cada búsqueda. Searx dispone de una API pública, así como complementos de búsqueda para Firefox.

## Motores de búsqueda y configuraciones
En todas las categorías, Searx puede obtener resultados de búsqueda de aproximadamente 82 buscadores diferentes. Esto incluye los principales motores de búsqueda de sitios como Bing, Google, Reddit, Wikipedia, Yahoo y Yandex. Los motores utilizados para cada categoría de búsqueda se pueden configurar a través de una interfaz de «preferencias», y estas configuraciones se guardarán en una cookie en el navegador del usuario, en lugar de en el servidor, ya que por razones de privacidad, Searx no implementa un inicio de sesión de usuario. Otras configuraciones, como el idioma de la interfaz de búsqueda y el idioma de los resultados (hay más de 20 idiomas disponibles) se pueden configurar de la misma manera.
Además de la cookie de preferencias, en cada consulta es posible modificar los motores utilizados, las categorías de búsqueda seleccionadas y/o los idiomas para buscar especificando uno o más de los siguientes operadores de búsqueda textual antes de las palabras clave de búsqueda.
- !categoría – busca la categoría especificada en lugar de las predeterminadas.
- ?categoría – busca la categoría especificada además de las predeterminadas.
- !motor – usa el motor especificado en lugar de los predeterminados.
- ?motor – usa el motor especificado además de los predeterminados.
- :idioma – busca resultados en el idioma especificado en lugar del predeterminado.

Los operadores ! y ? se pueden especificar más de una vez para seleccionar varias categorías o motores, por ejemplo !google !deviantart ?images :english cat, busca "cat" usando el motor de búsqueda de Google y Deviantart, en la categoría imágenes (además de las predeterminadas) y mostrando resultados en inglés.

## Instancias
Cualquier usuario puede ejecutar su propia instancia de Searx, consiguiendo de esta forma maximizar la privacidad, evitar la congestión en instancias públicas, preservar la configuración personalizada incluso si se borran las cookies del navegador, permitir la auditoría de código fuente en ejecución, etc. Los usuarios pueden incluir sus propias instancias de Searx en la lista editable de todas las instancias públicas o mantenerlas privadas. También el usuario puede agregar motores de búsqueda personalizados a su propia instancia que no están disponibles en las instancias públicas.
Otra razón para usar diferentes instancias, y/o ejecutar una propia, es que a partir de 2019, Google ha comenzado a bloquear algunas de ellas, incluidas algunas de las direcciones IP utilizadas por searx.me (instancia operada anteriormente por el desarrollador), lo que genera el siguiente error «Google (bloqueo inesperado: se requiere CAPTCHA)». En respuesta, algunas instancias se han modificado para omitir silenciosamente la opción de buscar con Google, incluso cuando es el único motor especificado.<ref>